# Suoloijauratjah (Jokkmokks socken, Lappland, 740373-164138)
Suoloijauratjah är en sjö i Jokkmokks kommun i Lappland och ingår i Luleälvens huvudavrinningsområde. Sjön har en area på 0,346 kvadratkilometer och ligger 426,1 meter över havet.

## Delavrinningsområde
Suoloijauratjah ingår i det delavrinningsområde (740354-164179) som SMHI kallar för Mynnar i Maivesjåkkå. Medelhöjden är 433 meter över havet och ytan är 8,07 kvadratkilometer. Det finns inga avrinningsområden uppströms utan avrinningsområdet är högsta punkten. Vattendraget som avvattnar avrinningsområdet har biflödesordning 4, vilket innebär att vattnet flödar genom totalt 4 vattendrag innan det når havet efter 264 kilometer. Avrinningsområdet består mestadels av skog (91 procent). Avrinningsområdet har 0,69 kvadratkilometer vattenytor vilket ger det en sjöprocent på 8,5 procent.